# Ричард Лойър
Ричард Ърл „Дик“ Лойър (на английски: Richard Earl „Dick“ Lawyer) е американски тест пилот и полковник от USAF, ветеран от войната във Виетнам.

## Образование
Ричард Лойър завършва гимназия и колеж в родния си град. През 1955 г. завършва Калифорнийския университет, Бъркли, окръг Аламида, Калифорния с бакалавърска степен по аерокосмическо инженерство.

## Военна кариера
Ричард Лойър постъпва в USAF през 1955 г. През август 1956 г. става пилот на изтребител F-105 Тъндърчийф. През 1963 г. завършва школа за тест пилоти в авиобазата Едуардс, Калифорния. След дипломирането си остава на служба в базата като инструктор. Избран е за астронавт от USAF през 1965 г. в Група 1965 MOL-1, като кандидат №1 (според личното му досие и медицинската експертиза). През 1966 г. завършва курса на обучение като първенец на групата и получава квалификация „командващ астронавт на USAF 3-ти клас“. През 1968 г. участва активно в бойните действия във Виетнам като пилот на F-4 Фантом. През 1969 г. програмата MOL е закрита. НАСА прехвърля част от астронавтите към своята Група НАСА-7 (1969). Р. Лойър не е сред повторно избраните пилоти, единствено поради факта че надхвърля изискваната от агенцията възраст. Разочарован, той се връща във Виетнам като пилот на F-100 Супер Сейбър. В средата на 70-те години е командир на експериментална ескадрила в авиобазата Едуардс, Калифорния, която провежда изпитания на новия изтребител F-16. В края на кариерата си Ричард Лойър е директор на програма за развитието на оръжейните системи на F-16.

## Личен живот
Ричард Лойър е женен и има пет деца. Умира на 73-годишна възраст от злокачествен тумор. До края на живота си работи като експериментален тест пилот в аерокосмическия гигант Локхийд Мартин.